# Sypaq Corvo PPDS
PPDS (англ. Precision Payload Delivery System — «система точного доставлення вантажу») — одноразовий транспортний БПЛА виробництва австралійської компанії Sypaq Corvo. Основним призначенням БПЛА є доставлення боєприпасів, провіанту та медикаментів у важкодоступні місця. Але заявлено, що БПЛА також може виконувати повітряну розвідку та скидати вибухові пристрої.
В медіа отримав назву «картонний дрон» (англ. cardboard drone), оскільки основним матеріалом планера є картон.

## Опис
Носійна конструкція літального апарата зроблена з вощеного картону, стійкого до погодних умов. БПЛА постачаються у розібраному стані в вигляді окремих листів картону, які збираються перед застосуванням.
Заявлені характеристики:
- Корисне навантаження, кг: 3—5
- Дальність польоту, км: 40—120[a]
- Тривалість польоту, год: 1—3[b]

Вартість одного дрона оцінюється в 670—3530 доларів США.

## Бойове застосування
У березні 2023 року Росс Осборн, головний інженер Sypaq, розповів про те, що Сили оборони України використовують дрони в боях під російського вторгнення. Посол України в Австралії, Василь Мірошниченко, заявив про ефективність дронів. 
У кінці червня 2023 року було показано PPDS, що використовувався як дрон-камікадзе, оснащений міною МОН-50. 

## Оператори
- Україна: заявлено, що кожного місяця Україна отримує 100 таких БПЛА[1].